# Białorutenistyka
Białorutenistyka – dział slawistyki zajmujący się badaniem języka, literatury i kultury białoruskiej.

## Historia

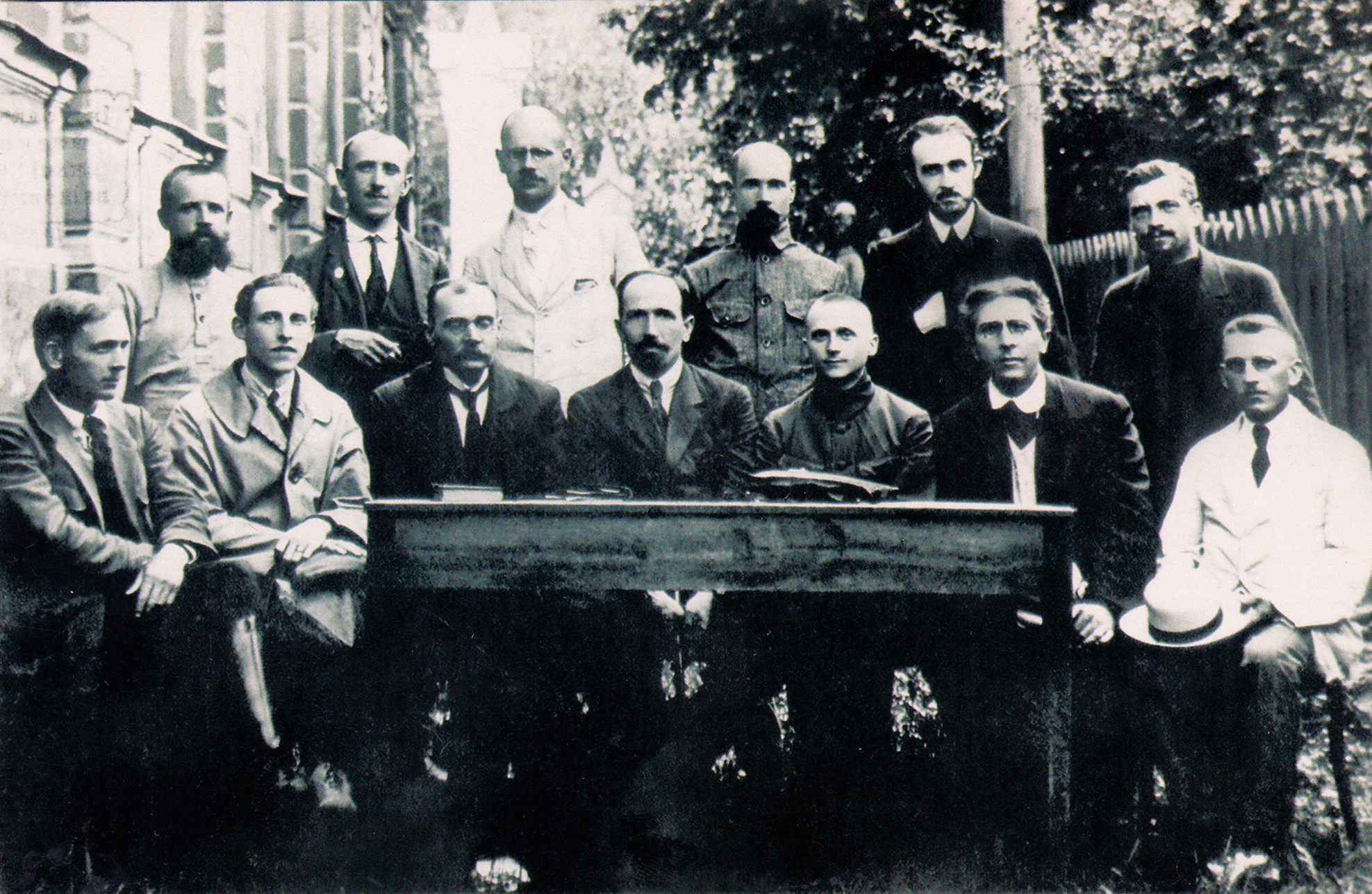
Komisja Naukowa Instytutu Kultury Białoruskiej (zdjęcie z 1922)

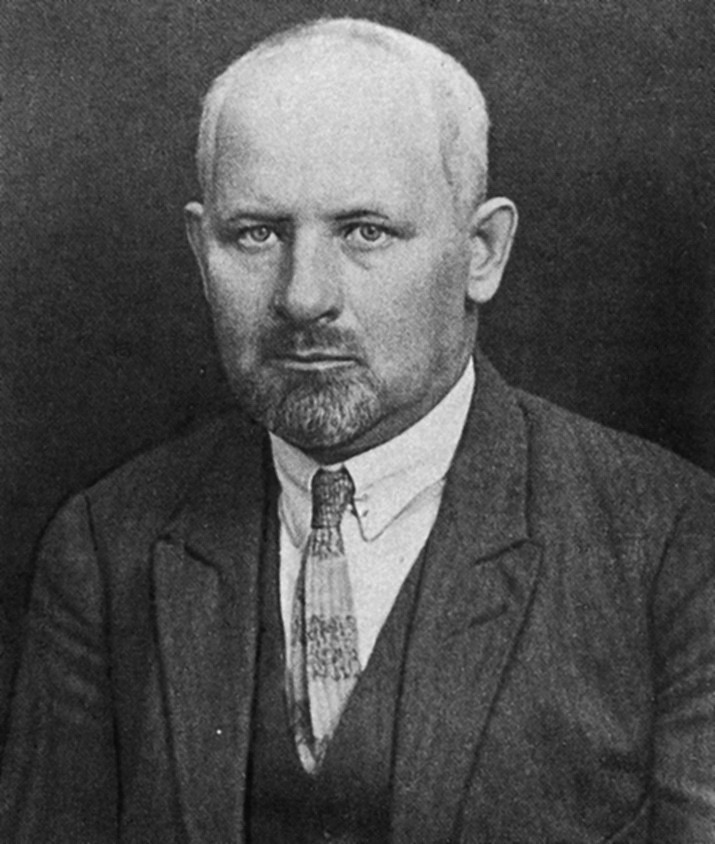
Wacłau Łastouski – autor pierwszej monografii naukowej w języku białoruskim

Badania poświęcone językowi, etnografii i historii ziem białoruskich prowadzone były od początku XIX wieku początkowo w ramach nauki polskiej oraz rosyjskiej. Pierwsze prace poświęcone zagadnieniom białoruskim, mimo ich politycznego – propolskiego bądź prorosyjskiego – zaangażowania, zdołały pobudzić ciekawość swoich korzeni wśród rodzącej się wówczas białoruskiej inteligencji.
W latach 80.–90. XIX wieku badania białorutenistyczne zaczęli śmielej prowadzić sami Białorusini (F. Bahuszewicz, K. Kahaniec, H. Tatur). W warunkach władzy carskiej studia te, mające ścisły związek z ruchem narodowowyzwoleńczym, prowadzone były w zasadzie nielegalnie i rozwijane były za pośrednictwem kółek i towarzystw oświatowych przez niewielką grupę świadomych narodowo Białorusinów.
Legalnych form białorutenistyka nabrała po rewolucji 1905 roku, gdy pojawiła się możliwość wsparcia badań przez własną narodową periodykę (na czele z pismem „Nasza Niwa”). To właśnie współpracownik Naszej Niwy Wacłau Łastouski wydał pierwszą pracę naukową w języku białoruskim „Karotkaja historyja Biełarusi” (Wilno, 1910).
Oficjalne wsparcie państwowe białorutenistyka otrzymała po raz pierwszy w latach 20. XX wieku w granicach ówczesnej Białoruskiej Socjalistycznej Republiki Radzieckiej. Od 1922 roku działalność naukową, w tym szeroko zakrojone badania białorutenistyczne, prowadził Instytut Kultury Białoruskiej. Prace naukowe w dziedzinie białorutenistyki zaczęły mieć wówczas charakter kompleksowy, opracowywana była między innymi białoruska terminologia naukowa. Dynamiczny rozwój białorutenistyki w państwie radzieckim przerwany został w latach 30..
Poza terenami radzieckiej Białorusi, w tym na terenie Polski, badania białorutenistyczne były domeną świadomej narodowo inteligencji. W 1921 roku w Wilnie rozpoczęło działalność Białoruskie Towarzystwo Naukowe oraz Muzeum Białoruskie im. Łuckiewicza. Poza białoruskim terytorium etnograficznym działały Naukowe Towarzystwo im. Franciszka Skaryny w Pradze, Białoruski Komitet Narodowy w Chicago oraz Białoruskie Towarzystwo Naukowe w Rydze.

## Białorutenistyka w Polsce
1 października 1956 roku na Uniwersytecie Warszawskim rozpoczął działalność Zakład Filologii Białoruskiej, który w 1977 roku przekształcony został w Katedrę Filologii Białoruskiej. Do 1969 roku studia ukończyły tu 44 osoby. Kierownikami katedry byli tacy znani białoruteniści, jak Antonina Obrębska-Jabłońska (inicjatorka powołania Zakładu, autorka prac z zakresu językoznawstwa słowiańskiego), Elżbieta Smułkowa, Aleksander Barszczewski. Na przestrzeni 35 lat Katedra Białorutenistyki Uniwersytetu Warszawskiego była jedyną poza granicami Białorusi uniwersytecką placówką białorutenistyczną.
Od lat 90. nabór na studia białorutenistyczne prowadzony był również na Uniwersytecie Marii Curie-Skłodowskiej w Lublinie oraz Uniwersytecie w Białymstoku.
Z dniem 1 października 2021 roku na Wydziale Neofilologii UAM w Instytucie Filologii Rosyjskiej i Ukraińskiej powstał Zakład Białorutenistyki. W tym samym roku akademickim odbyła się pierwsza rekrutacja na kierunek o nazwie Filologia wschodniosłowiańska, specjalność filologia białoruska.